# رودني إي. سلاتر
رودني إي. سلاتر (بالإنجليزية: Rodney E. Slater)‏ هو محامي وسياسي أمريكي، ولد في 23 فبراير 1955 في ماريانا في الولايات المتحدة. حزبياً، نشط في الحزب الديمقراطي. وقد انتخب وزير النقل الأمريكي (14 فبراير 1997 – 20 يناير 2001).